# 452 Hamiltonia
452 Hamiltonia là một tiểu hành tinh ở vành đai chính, thuộc nhóm tiểu hành tinh Koronis. Nó được James Edward Keeler phát hiện ngày 6.12.1899, và được tạm đặt tên là 1899 FD. Tên chính thức của nó được đặt theo tên núi Hamilton ở California, nơi có đài thiên văn Lick và là nơi Keeler làm việc khi phát hiện tiểu hành tinh này.
Nhưng sau đó "452 Hamiltonia" bị mất tích cho tới năm 1987.
L. K. Kristensen ở trường đại học Aarhus (Đan Mạch) tái phát hiện "452 Hamiltonia" cùng với tiểu hành tinh 1537 Transylvania và nhiều tiểu thiên thể khác vào năm 1981
Lúc đó, công trình này chỉ xuất bản công bố 9 tiểu hành tinh đã được quan sát khi phát hiện, gồm 330 Adalberta, (473) Nolli, (719) Albert, (724) Hapag, (843) Nicolaia, (878) Mildred, (1009) Sirene, (1026) Ingrid và (1179) Mally. Tuy nhiên, trong giữa thập niên 1980 chỉ còn lại các tiểu hành tinh thất lạc của nhóm này là "719 Albert" (tái phát hiện năm 2000), "724 Hapag" (tái phát hiện năm 1988) và "878 Mildred" (tái phát hiện năm 1991).